# Lijst van Italiaanse autosnelwegen

Het autosnelwegennetwerk van Italië

Dit is een lijst van Italiaanse autosnelwegen. Een groot deel van de autosnelwegen in Italië wordt beheerd door ANAS.

## Interstedelijke autosnelwegen
| Schild | Nummer                       | Naam                                            | Traject                                                          |
| ------ | ---------------------------- | ----------------------------------------------- | ---------------------------------------------------------------- |
|        | A1                           | Autostrada del Sole                             | Milaan - Bologna - Florence - Rome - Napels                      |
|        | A2                           | Autostrada del Mediterraneo                     | Fisciano - Reggio Calabria                                       |
|        | A2                           | Autostrada del Sole                             | voormalige snelweg, behoort nu tot de A1 (Rome - Napels)         |
|        | A3                           | Autostrada Napoli-Salerno                       | Napels - Salerno                                                 |
|        | A4                           | Autostrada Serenissima                          | Turijn - Milaan - Verona - Venetië - Triëst                      |
|        | A5                           | Autostrada della Valle d'Aosta                  | Turijn - Aosta - Mont Blanctunnel - Frankrijk                    |
|        | A6                           | Autostrada La Verdemare                         | Turijn - Savona                                                  |
|        | A7                           | Autostrada dei Giovi                            | Milaan - Genua                                                   |
|        | A8                           | Autostrada dei Laghi                            | Milaan - Varese                                                  |
|        | A9                           | Autostrada dei Laghi                            | Lainate (A8) - Como - Chiasso - Italië                           |
|        | A10                          | Autostrada dei Fiori                            | Genua - Savona - Ventimiglia - Frankrijk                         |
|        | A11                          | Autostrada Firenze-Mare                         | Florence - Pistoia - Pisa                                        |
|        | A12                          | Autostrada Azzurra                              | Genua - La Spezia - Livorno - Grosseto // Civitavecchia - Rome   |
|        | A13                          | Autostrada Bologna-Padova                       | Padua - Ferrara - Bologna                                        |
|        | A14                          | Autostrada Adriatica                            | Bologna - Ancona - Pescara - Foggia - Bari - Tarente             |
|        | A15                          | Autostrada della Cisa                           | Parma - La Spezia                                                |
|        | A16                          | Autostrada dei Due Mari                         | Napels - Canosa di Puglia                                        |
|        | A17                          |                                                 | voormalige snelweg, behoort nu tot de A14 en A16 (Napels - Bari) |
|        | A18                          |                                                 | Messina - Catania - Syracuse - Rosolini                          |
|        | A19                          |                                                 | Palermo - Catania                                                |
|        | A20                          |                                                 | Messina - Campofelice di Roccella (A19)                          |
|        | A21                          | Autostrada dei Vini                             | Turijn - Alessandria - Piacenza - Brescia                        |
|        | A21racc                      | Raccordo autostradale Ospitaletto – Montichiari | ring om Brescia                                                  |
|        | A22                          | Autostrada del Brennero                         | Oostenrijk - Brennerpas - Bozen - Trente - Verona - Modena       |
|        | A23                          | Autostrada Alpe-Adria                           | Palmanova - Udine - Tarvisio - Oostenrijk                        |
|        | A24                          | Autostrada dei Parchi                           | Rome - L'Aquila - Teramo                                         |
|        | A25                          | Autostrada dei Parchi                           | Pescara - Torano (A24)                                           |
|        | A26                          | Autostrada dei Trafori                          | Voltri (A10) - Alessandria - Gravellona Toce                     |
|        | A27                          | Autostrada di Alemagna                          | Venetië - Conegliano - Belluno                                   |
|        | A28                          |                                                 | Conegliano - Portogruaro                                         |
|        | A29                          |                                                 | Palermo - Alcamo - Mazara del Vallo                              |
|        | A30                          |                                                 | Caserta - Nola - Salerno                                         |
|        | A31                          | Autostrada della Val d'Astico                   | Piovene Rocchette - Vicenza                                      |
|        | A32                          | Autostrada del Frejus                           | Turijn - Bardonecchia - Fréjustunnel - Frankrijk                 |
|        | A33                          |                                                 | Asti - Alba - Cuneo                                              |
|        | A34                          | Autostrada Villesse - Gorizia                   | Villesse - Gorizia                                               |
|        | A35                          | BreBeMi                                         | Bergamo - Brescia - Milaan                                       |
|        | A36                          | Pedemontana Lombarda                            | Noordelijke ringweg om Milaan                                    |
|        | SPV                          | Strada Pedemontana Veneta                       | A27 - Vicenza                                                    |
|        | Autostrada Catania-Siracusa  |                                                 | Catania - Siracusa                                               |
|        | Autostrada Sistiana-Rabuiese |                                                 | Sistiana - Rabuiese                                              |

## Stedelijke autosnelwegen
Stedelijke autosnelwegen in de buurt van Rome hebben een wegnummer in de 90. Autosnelwegen bij andere steden hebben een nummer in de 50.
| Schild | Nummer | Naam                                     | Traject                                         |
| ------ | ------ | ---------------------------------------- | ----------------------------------------------- |
|        | A50    | Tangenziale Ovest di Milano              | Viboldone - Trezzano sul Naviglio - Rho - Arese |
|        | A51    | Tangenziale Est di Milano                | San Donato Milanese - Usmate                    |
|        | A52    | Tangenziale Nord di Milano               | Sesto San Giovanni - Paderno Dugnano            |
|        | A53    |                                          | Pavia - Bereguardo (A7)                         |
|        | A54    | Tangenziale di Pavia                     | Villalunga - Pavia - Madonna                    |
|        | A55    | Tangenziale Nord e Sud di Torino         | Falchera - Rivoli - Nichelino - Trofarello      |
|        | A56    | Tangenziale di Napoli                    | Napels - Pozzuoli                               |
|        | A57    | Tangenziale di Mestre                    | Dolo - Mestre - Quarto d'Altino                 |
|        | A58    | Tangenziale Est Esterna di Milano (TEEM) | Oostelijke ringweg rond Milaan                  |
|        | A59    | Tangenziale di Como                      | Ringweg rond Como                               |
|        | A60    | Tangenziale Sud di Varese                | Zuidelijke ringweg rond Varese                  |
|        | A90    | Grande Raccordo Anulare                  | Grote ringweg van Rome                          |
|        | A91    |                                          | Rome - Fiumicino                                |

## Raccordo autostradale

De Raccordi autostradale zijn hier in blauw en donkergroen.

Deze toevoersnelwegen vormen vaak een verbinding tussen het autosnelwegnet en een bepaalde stad. De RA-wegen hebben smalle rijstroken, geen vluchtstrook en vaak een snelheidsbeperking tussen 80 en 100 kilometer per uur.
| Schild | Nummer | Naam                                          | Traject                                  |
| ------ | ------ | --------------------------------------------- | ---------------------------------------- |
|        | RA 1   | Tangenziale di Bologna                        | Casalecchio di Reno (A1) - Bologna (A14) |
|        | RA 2   | Raccordo Autostradale di Avellino             | A3 - Avellino                            |
|        | RA 3   | Raccordo Autostradale Firenze - Siena         | Firenze (A1) - Siena                     |
|        | RA 4   | Tangenziale di Reggio Calabria                |                                          |
|        | RA 5   | Raccordo Autostradale Sicignano-Potenza       | A3 - Potenza                             |
|        | RA 6   | Raccordo Autostradale Bettolle-Perugia        | Bettolle - Perugia                       |
|        | RA 8   | Raccordo Autostradale Ferrara-Porto Garibaldi | Ferrara - Comacchio                      |
|        | RA 9   | Raccordo Autostradale di Benevento            | A16 - Benevento                          |
|        | RA 10  | Raccordo Autostradale Torino-Caselle          | Torino - Caselle                         |
|        | RA 11  | Superstrada Ascoli-Mare                       | Ascoli Piceno (stad) - Porto d'Ascoli    |
|        | RA 12  | Raccordo Autostradale Chieti-Pescara          | Chieti - Pescara                         |
|        | RA 13  | Raccordo Autostradale Sistiana-Padriciano     | Sistiana (A4) - Trieste                  |
|        | RA 14  | Raccordo Autostradale Opicina-Fernetti        | Fernetti (RA 13) - Slovenië              |
|        | RA 15  | Tangenziale di Catania                        |                                          |
|        | RA 16  | Raccordo autostradale Cimpello-Pian di Pan    | Cimpello - Pian di Pan                   |